# تشارلي والترز
تشارلي والترز (بالإنجليزية: Charley Walters)‏ هو لاعب كرة قاعدة وصحفي أمريكي، ولد في 21 فبراير 1947 في منيابولس في الولايات المتحدة.

## وصلات خارجية
- تشارلي والترز على موقعبيزبول رفرنس.كوم (الدوري الرئيسي) (الإنجليزية)